# Pierre Méhaignerie
Pour les articles homonymes, voir Méhaignerie.
Pierre Méhaignerie, né le 4 mai 1939 à Balazé (Ille-et-Vilaine), est un homme politique français. Il est notamment ministre d'État, garde des Sceaux, ministre de la Justice de 1993 à 1995, et maire de Vitré de 1977 à 2020.

## Famille, formation et début de carrière
Pierre Méhaignerie est le septième des huit enfants d'Alexis Méhaignerie, agriculteur, député MRP d'Ille-et-Vilaine de 1945 à 1968 et maire de Balazé de 1945 à 1976, et de Pauline Boursier, de Chaumeré. Son grand-père paternel Alexis Méhaignerie était conseiller général du canton de Vitré-Est et maire de Balazé.
Marié en 1965 à Julie Harding, une Américaine, il a deux enfants : Laurence et Daniel. C'est le cousin de Georges Garot, ancien député européen PS, l'oncle à la mode de Bretagne de Guillaume Garot, député-maire PS de Laval et ministre délégué à l'Agroalimentaire et l'oncle du mari de Laurence Maillart-Méhaignerie, députée LREM d'Ille-et-Vilaine.
Ancien élève du lycée Saint-Vincent de Rennes, il est diplômé de l'École nationale supérieure agronomique de Rennes, dont il sort major. Il commence sa carrière à la coopération technique comme professeur en Tunisie. Ingénieur du génie rural des eaux et forêts, il devient chef de service à la direction départementale de l'agriculture de Bordeaux. En 1969 il entre comme attaché parlementaire au cabinet de Jacques Duhamel, ministre de l'agriculture, qu'il suivra en 1971 au ministère des Affaires culturelles, jusqu'à son élection comme député.

## Parcours politique

### Débuts en Ille-et-Vilaine
Candidat dès 1968, aux élections législatives dans l'ancienne circonscription de son père, à Vitré, Pierre Méhaignerie est battu par le candidat gaulliste, Henri Lassourd, dans le contexte de la vague de soutien au Général de Gaulle qui suit les évènements de mai 1968. À nouveau candidat en 1973, il bat cette fois-ci le candidat sortant et est élu député. À compter de cette date, et jusque 2007, il est systématiquement réélu au premier tour dans la  cinquième circonscription d'Ille-et-Vilaine.
Il se spécialise alors sur les questions agricoles. Il est rapporteur pour avis du budget de l'agriculture et anime à partir de 1975 un groupe de travail sur les « conditions de redéploiement de l'agriculture française », constitué par le Nouveau Contrat social créé par Edgar Faure.

### Ministre à plusieurs reprises

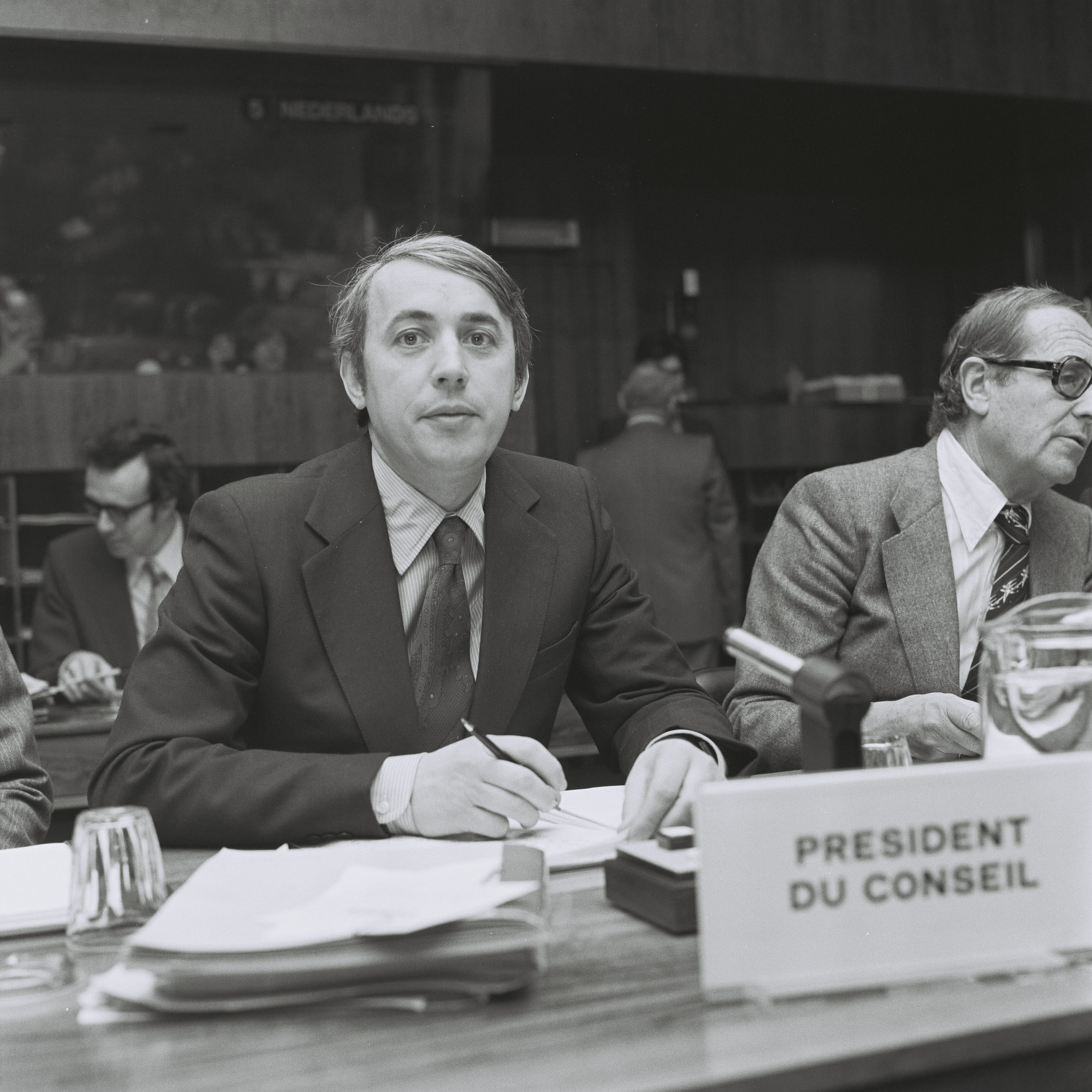
Pierre Méhaignerie en tant que ministre de l'Agriculture à Bruxelles (Belgique) en 1979.

En janvier 1976, il entre dans le gouvernement de Jacques Chirac en même temps que Raymond Barre, dont il sera désormais un soutien fidèle. Il est secrétaire d'État puis ministre de l'Agriculture dans le gouvernement Barre II jusqu'à l'élection présidentielle de mai 1981. Aux élections législatives de 1981, il est le député de l'opposition le mieux élu avec 72,5 % des suffrages.
Il est élu président du Centre des démocrates sociaux lors du congrès du Versailles, le 30 mai 1982, face à Bernard Stasi, bénéficiant du soutien de Jacques Barrot au second tour de l'élection. Malgré sa proximité avec Raymond Barre, qui y est fermement opposé, Pierre Méhaignerie et le CDS participent au gouvernement de cohabitation de Jacques Chirac en 1986. Après avoir refusé d'être ministre de la Justice, il accepte le poste de ministre de l'Équipement, du Logement et de l'Aménagement du territoire dans le second gouvernement de Jacques Chirac entre 1986 et 1988.
Il y crée notamment le premier dispositif de soutien à l'investissement locatif, qui permet aux propriétaires de déduire de leur revenu imposable une partie du montant de leur investissement.
À la suite de l'élection présidentielle de 1988, Pierre Méhaignerie décide de faire sécession avec le groupe UDF pour créer le groupe Union du centre, afin de soutenir ponctuellement le gouvernement Rocard. Pierre Méhaignerie préside à la fois ce groupe parlementaire et le CDS.
Il est nommé ministre d'État, garde des sceaux, ministre de la Justice dans le Gouvernement Édouard Balladur (1993-1995). Il instaure notamment durant son ministère un exemple de perpétuité réelle pour les pires cas de meurtre d'enfant.
Il préside le CDS jusque 1994 et l'élection de François Bayrou.

### Responsabilités éminentes à l'Assemblée nationale
En 2000, il est condamné pour « recel d'abus de confiance » en raison du financement illégal du CDS, mais bénéficie de l'amnistie.
Il est réélu député pour la septième fois le 16 juin 2002, pour la XIIe législature (2002-2007), dans la 5e circonscription d'Ille-et-Vilaine. Il rejoint alors le groupe UMP et préside la commission des finances de l'Assemblée nationale de 2002 à 2007, après avoir déjà exercé cette fonction de 1995 à 1997. Il est réélu député le 10 juin 2007 dès le premier tour, avec 52,68 % des voix. Le 7 mars 2012, il annonce qu'il ne se représente pas lors des élections législatives de 2012.
Il devient vice-président de l'UMP en 2007 après en avoir été le secrétaire général de 2004 à 2007. Lors de la crise qui survient au moment de l'élection contestée du président de l'UMP entre François Fillon et Jean-François Copé, il quitte l'UMP et démissionne de ses fonctions politiques le 20 novembre 2012, et annonce qu'il s'engage à l'UDI,.
Lors de l'élection présidentielle de 2017, il soutient le candidat En marche ! Emmanuel Macron dès le premier tour.

### Engagement local
En parallèle de cette carrière politique nationale, il participe également fortement à la vie politique locale.
Lors des élections cantonales de 1976, il est élu conseiller général du canton de Vitré-Est et succède ainsi à son père. Réélu lors des cantonales de 1982, il est élu président de l'assemblée départementale. Il occupera cette fonction jusqu'en 2001. À cette date, il décide en effet de ne pas se représenter et laisse sa place à Joseph Prodhomme, élu sous l'étiquette de l'UDF. C'est le conseiller général DVD de Plélan-le-Grand, Marie-Joseph Bissonnier qui lui succède à la présidence du Conseil général.
À la suite de son entrée au conseil général, il devient un an plus tard maire de Vitré lors des élections municipales de 1977. Il est facilement réélu en 1983, 1989, 1995, 2001 et 2008. Son action politique a permis d'accompagner le développement économique et démographique de la ville, notamment en faisant pression pour bénéficier d'un arrêt quotidien du TGV lors de sa mise en service en 1989. Tout d'abord président de la communauté de communes du Bocage Vitréen (CCBV), il est à l'initiative de la création de la communauté d'agglomération Vitré Communauté en ayant favorisé la fusion de la CCBV et de la communauté de communes de Châteaubourg. C'est donc logiquement qu'il a été élu président de la communauté d'agglomération lors de sa création le 3 janvier 2002.
Il est élu conseiller régional de Bretagne lors des régionales de 1986. Il quitte son siège au Conseil régional en 1988 à la suite de son retour à l'Assemblée nationale.
En 2013, il se déclare candidat à la mairie de Vitré en vue des élections municipales de 2014,. Il est réélu dès le premier tour avec 76,23 % des voix. Il ne se représente pas en 2020 ; Isabelle Le Callennec lui succède.

## Détail des fonctions et des mandats
Mandats locaux
- 25 mars 1977 - 25 mai 2020 : Maire de Vitré
- 17 mars 1976 - 21 mars 1982 : Conseiller général du canton de Vitré-Est
- 22 mars 1982 - 18 mars 2001 : Président du conseil général d'Ille-et-Vilaine
- 17 mars 1986 - 9 juin 1988 : Conseiller régional de Bretagne
- 3 janvier 2002 - 16 juillet 2020 : Président de Vitré Communauté

Mandats parlementaires
- 2 avril 1973 - 13 février 1976 : Député de la 3e circonscription d'Ille-et-Vilaine
- 3 avril 1978 - 6 mai 1978 : Député de la 3e circonscription d'Ille-et-Vilaine
- 2 juillet 1981 - 2 avril 1986 : Député de la 3e circonscription d'Ille-et-Vilaine
- 6 juin 1988 - 1er mai 1993 : Député de la 5e circonscription d'Ille-et-Vilaine
- 19 juin 1995 - 25 juin 2012 : Député de la 5e circonscription d'Ille-et-Vilaine
- 9 juillet 1979 - 12 juillet 1979 : Député européen

Fonctions ministérielles
- 12 janvier 1976 - 25 août 1976 : Secrétaire d'État auprès du ministre de l'Agriculture
- 27 août 1976 - 29 mars 1977 : Secrétaire d'État auprès du ministre de l'Agriculture
- 30 mars 1977 - 31 mars 1978 : Ministre de l'Agriculture
- 5 avril 1978 - 13 mai 1981 : Ministre de l'Agriculture
- 20 mars 1986 - 10 mai 1988 : Ministre de l'Équipement, du Logement, de l'Aménagement du territoire et des Transports
- 30 mars 1993 - 11 mai 1995 : Ministre d'État, Garde des Sceaux, ministre de la Justice

Autres fonctions
- 22 juin 1995 - 21 avril 1997 : Président de la commission des Finances de l'Assemblée nationale
- 27 juin 2002 - 19 juin 2007 : Président de la commission des Finances de l'Assemblée nationale
- 28 juin 2007 - 30 juin 2009 : Président de la commission des Affaires culturelles, familiales et sociales de l'Assemblée nationale
- 1er juillet 2009 - 25 juin 2012 : Président de la commission des Affaires sociales de l'Assemblée nationale
- 1995 - 2005 : Président de l'Observatoire national de l'action sociale décentralisée

## Distinctions
- 2022 :  Officier de la Légion d'honneur[19] (Chevalier en 2013)[20]
- 1977 :  Commandeur de l'ordre du Mérite agricole ex officio en tant que ministre de l'Agriculture, président du conseil de l'ordre[21]

## Ouvrages
- Pierre Méhaignerie, Aux Français qui ne veulent plus être gouvernés de haut : pour une société de considération, Paris, Plon, 1995, 220 p.  (ISBN 2-259-18264-X).

Un second ouvrage, qui devait s'intituler Bretagne, désir d'avenir, n'a jamais paru.